# Hovrätt
 For alternative betydninger, se Hofretten. (Se også artikler, som begynder med Hofretten)
En hovrätt er anden instans blandt de almene domstole i Finland og Sverige. Hovrätten modsvarer landsretten i Danmark og fungerer som ankeinstans for byretten. 

## Hovrätter i 2010

### Finlands hovrätter
I Finland findes der seks hovrätter:
- Helsingfors hovrätt
- Kouvola hovrätt
- Rovaniemi hovrätt
- Vasa hovrätt
- Åbo hovrätt
- Östra Finlands hovrätt i Kuopio

### Sveriges hovrätter
Det findes seks hovrätter i Sverige: 
- Svea hovrätt i Stockholm
- Göta hovrätt i Jönköping
- Hovrätten över Skåne och Blekinge i Malmö
- Hovrätten för Västra Sverige i Göteborg
- Hovrätten för Nedre Norrland i Sundsvall
- Hofretten for Övre Norrland i Umeå

## Hovrätter i 1915

### I Sverige
I Sverige er hovrätt benævnelsen for domstolene i 2. instans.
Af sådanne fandtes der i 1915 tre: Svea hovrätt i Stockholm (oprettet 1614), for Svealand, Norrland og Gotland, bestående af en præsident og 40 hovrättsråder, fordelte på 8 divisioner, hver på 5 medlemmer; Göta hovrätt i Jönköping (oprettet 1634), for Östergötland, Västergötland, Bohuslän, Halland og Småland, bestående af en præsident og 20 hovrättsråder, fordelt på 4 divisioner; Hovrätten över Skåne og Blekinge i Kristiansstad (oprettet 1820), for de nævnte landskaber, bestående af en præsident og 9 hovrättsråder. En afdeling af Svea Hovrätt er Krigshovrätten. Til alle hovrätter er foruden det nævnte personale knyttet et antal assessorer og andre embedsmænd, derunder til forfølgning af kriminelle sager en advokatfiskal og nogle fiskaler. Ved oprettelsen af Svea Hovrätt var det egentlig tanken, at den skulle være organ for kongens domsmyndighed, altså øverste instans, men der blev dog åbnet adgang til efter bønskrift at få dens domme reviderede af kongen selv. Nu sker denne revision for alle hovrätter i Högsta domstolen.

### I Finland
I Finland findes fra den svenske tid hovrätter i Åbo og Wasa, hvortil senere er kommet en hovrätt i Viborg.